# Agrilus aurovittatus
Agrilus aurovittatus é uma espécie de inseto do género Agrilus, família Buprestidae, ordem Coleoptera.
Foi descrita cientificamente por Hope, 1846.